# Donji Matejevac
Donji Matejevac (en serbe cyrillique : Доњи Матејевац) est un village de Serbie situé dans la municipalité de Pantelej et sur le territoire de la ville de Niš, district de Nišava. Au recensement de 2011, il comptait 825 habitants.

## Histoire
Au centre de Donji Matejac, se trouve une église consacrée à l'archange Saint-Michel. Elle a été construite en 1838 et ornée de fresques en 1870.
L'église de la Sainte-Parascève, classée sur la liste des monuments historiques, est située près du village, sur le versant septentrional du mont Čegar,. En 1809, lors du Premier soulèvement serbe contre les Ottomans, Stevan Sinđelić est venu y communier avec ses hommes avant de livrer bataille. Le site de Ćele kula, la « tour des crânes », conserve le souvenir de cette bataille : les Turcs, en signe d'avertissement à leurs ennemis, y ont élevé une tour construite avec les crânes des guerriers serbes morts au combat.

## Démographie

### Évolution historique de la population
| 1948  | 1953  | 1961  | 1971 | 1981 | 1991 | 2002 | 2011 |
| ----- | ----- | ----- | ---- | ---- | ---- | ---- | ---- |
| 1 137 | 1 107 | 1 096 | 874  | 878  | 881  | 861  | 825  |

|  |